# Yves Deruyter
Yves Deruyter, född 4 maj 1970, är en belgisk DJ och musikproducent inom techno och trance. Han släppte sin första singel Animals 1991 på skivbolaget Bonzai Records. Sitt stora genombrott fick han 1997 med låten The Rebel, som 1998 hamnade på hans debutalbum D Album.